# Île Pritchett
L'île Pritchett (en russe : Остров Притчетта) est une petite île de la terre François-Joseph, en Russie.

## Géographie
Située au sud de l'île Nansen, dont elle est séparée par le détroit de Hamilton, et à 2 km au sud-ouest de l'île Bromwich dont elle est séparée par un détroit de 800 m, le détroit de Newcomb, elle est de forme arrondie bien que très irrégulière. Son point culminant est à 401 m d'altitude. Elle est entièrement glacée à l'exception de ses côtes rocheuses.

## Histoire
Découverte en 1899 par Walter Wellman, elle a été nommée en l'honneur de l'astronome américain Henry Smith Pritchett (1857-1939).